# Raghu Rai
Pour les articles homonymes, voir Rai.
Raghu Rai est un photographe et photojournaliste indien, né le 18 décembre 1942 à Jhang, 

## Biographie
Né à Jhang (dans l'Inde Britannique, aujourd'hui au Pakistan), Raghu Rai devient photographe en 1965 à l’âge de 23 ans. L’année suivante, il rejoint l'équipe de The Statesman, un journal de New Delhi comme photographe en chef (1966 à 1976). En parallèle, il occupe les fonctions de rédacteur en chef du service photo du magazine d’actualité hebdomadaire Sunday, publié à Calcutta (1977-1980).
En 1971, à la suite d’une exposition sur les réfugiés pakistanais du Bengale à la Galerie Delpire à Paris, Henri Cartier-Bresson remarque son travail.
Il quitte The Statesman en 1976 et devient photographe indépendant et responsable de la photographie au Sunday, un hebdomadaire de Calcutta.
Il entre à Magnum Photos en 1977, sur proposition d’Henri Cartier-Bresson. Il quitte le Sunday de Calcutta en 1980. De 1982 à 1992, il est le directeur de la photographie du magazine India Today. Il se fait connaître sur le plan international en photographiant les conséquences de la catastrophe de Bhopal.
Il est l’auteur d’une cinquantaine d’ouvrages dédiés aux événements et figures de son pays : Delhi, les Sikhs, Calcutta, Khajuraho, le Taj Mahal, Mère Teresa…
Il est désigné « Photographe de l’année » en 1992 aux États-Unis, pour son travail relatif à la « gestion humaine de la faune en Inde », publié dans le magazine National Geographic. Il a fondé en 2012 le Raghu Rai Center for Photography, un lieu de partage et d’enseignement de la photographie auprès des jeunes générations.
Membre associé de Magnum Photo, Raghu Rai vit et travaille à Delhi.

## Prix
- 1992 : « Photographe de l’année » en 1992 aux États-Unis[2].
- 2018 : Lucie Award du photojournalisme décerné par la Lucie Foundation, à New York[2].
- 2019 : Prix de Photographie de l’Académie des beaux-arts – William Klein[2].

## Distinctions
- 1972 : Le gouvernement indien décerne la Padma Shri à Raghu Rai [4].
- 2009 :  Officier des Arts et des Lettres[2]

## Publications
- 1974 : A Day in the life of Indira Gandhi, Mumbai, Nachiketa Publications.
- 1983 : Delhi: A Portrait, Delhi Tourist Development Corporation / Oxford University Press.
- 1984 : The Sikhs, New Delhi, Lustre Press.
- 1985 : Indira Gandhi (avec Pupul Jayakar), New Delhi, Lustre Press.
- 1986 : 
  - Taj Mahal, Singapour, Times Editions.
  - Taj Mahal, Paris, Éditions Robert Laffont.
- 1988 : 
  - Dreams of India, Singapour, Time Books International.
  - L'Inde, Paris, Arthaud.
- 1989 : Calcutta, Time Books International.
- 1990 : 
  - Delhi and Agra (avec Lai Kwok Kin and Nitin Rai), Hunter Publications, Inc..
  - Tibet in Esilio, Milan, Mondadori.
- 1991 : 
  - Khajurâho, Time Books International.
  - Tibet in Exile, San Francisco, Chronicle Books.
- 1994: Raghu Rai's Delhi, Noida, Indus/Harper Collins.
- 1996 : 
  - Dreams of India, Singapour / Greenwich, Times Editions.
  - Faith and Compassion: The Life and Work or Mother Teresa, Element Books.
- 1997 : My Land and Its People, New Delhi, Vadehra Gallery.
- 1998 : Man, Metal and Steel, Steel Authority of India Ltd.
- 2000 :
  - Raghu Rai… in his Own Words, New Delhi, Roli Books.
  - Lakshadweep, Union Territory  of Lakshadweep.
- 2001 : Raghu Rai's India - A Retrospective, Tōkyō, Asahi Shinbun.
- 2002 : Bhopal Gas Tragedy (avec Suroopa Mukherjee), Chennai, Tulika Publishers.
- 2003 : Saint Mother: A Life Dedicated, New Delhi, Timeless Books.
- 2004 : 
  - Exposure: Portrait Of A Corporate Crime, Greenpeace.
  - Indira Gandhi: A Living Legacy, New Delhi, Timeless Books.
  - Mère Teresa, Paris, Éditions de La Martinière.
- 2005 : 
  - Mother Theresa: A Life of Dedication.
  - Romance of India, New Delhi, Timeless Books.
- 2010 : 
  - Tibet en exil (avec Jane Perkins), Paris, Les Éditions du Pacifique.
  - India's Great Masters: A Photographic Journey into the Heart of Classical Music.

## Expositions
- septembre 1971 : exposition à la Galerie Delpire, Paris[5].
- 2007 : Rencontres de la photographie d'Arles, Arles.
- 2008 : The journey of moment in time: Raghu Rai, National Gallery of Modern Art de New Delhi.
- 2019/2020 : Voyages dans l'instant, palais de l'Institut de France, Paris[2].